# Delaware Court of Chancery
Delaware Court of Chancery är en domstol i den amerikanska delstaten Delaware som behandlar frågor inom billighetsrätten (equity). Domstolen är av samma typ som den ej längre existerande brittiska kanslersrätten. Domstolen grundades enligt Delawares författning år 1792. Domstolen är dessutom en av tre domstolar i Delaware som fungerar som författningsdomstol, den har kompetens att kontrollera om lagar strider emot Delawares grundlag. De två andra är Delawares högsta domstol (Supreme Court) och Delawares högre domstol (Superior Court).
Delawares kansler (Chancellor of Delaware) är domstolens chefsdomare. Det finns fyra vicekanslerer sedan 1989. Ursprungligen fanns det bara en kansler. Det första vicekanslersämbetet inrättades 1939, det andra 1961 och det tredje 1984. Utöver kanslern och fyra vicekanslerer finns det en assisterande domare som kallas Master of Chancery.
Motsvarande domstolar har funnits i andra delstater, nämligen New York Court of Chancery 1701-1847 och Michigan Court of Chancery 1836-1847.